# Wyspa stabilności

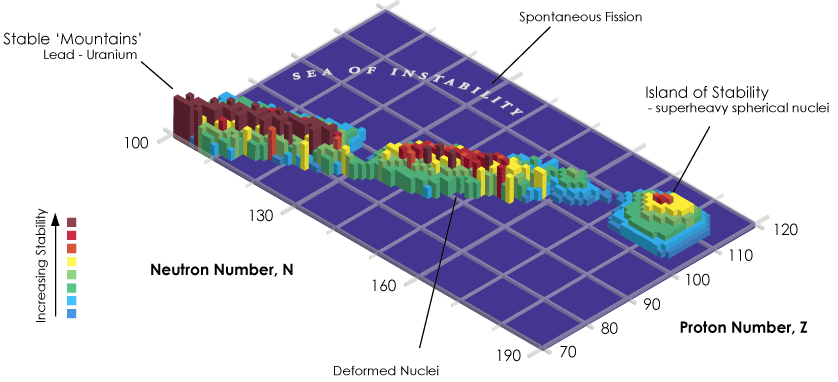
Trójwymiarowa wizualizacja trwałości izotopów w zależności od liczby neutronów i protonów w jądrze. Wyspa stabilności (Island of Stability) znajduje się tu w okolicach przecięcia współrzędnych N = 180 i Z = 110.

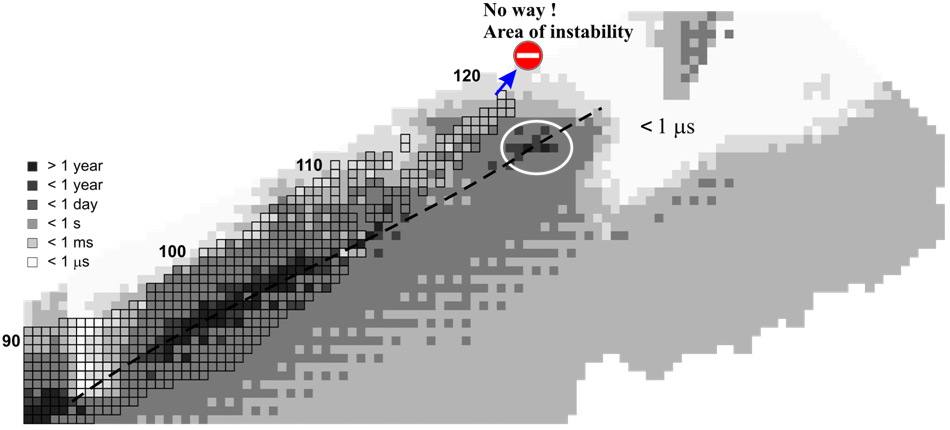
Współczesna (2012) ocena położenia i rozmiarów wyspy stabilności, z maksimum czasu życia dla izotopów koperniku (Z = 112). Widoczny jest także obszar wysokiej niestabilności jąder, który dla obecnie badanych dróg syntezy rozciąga się powyżej Z ≈ 120 (unbinil).

Wyspa stabilności – częściowo potwierdzona hipoteza głosząca, że istnieje grupa izotopów superciężkich pierwiastków chemicznych, których jądra atomowe wykazują znacznie wyższą trwałość, niż inne z tego obszaru liczb atomowych (Z). Termin ten został wprowadzony do terminologii fizycznej w 1966 r. przez Williama Myersa i Władysława Świąteckiego, a następnie był promowany przez laureata Nagrody Nobla w dziedzinie chemii, Glenna Seaborga.
Czas połowicznego rozpadu takich izotopów może być rzędu minut, godzin, miesięcy; bardzo optymistyczne oszacowania mówią nawet o czasach rzędu milionów lat. Uwzględnienie w obliczeniach nie jednego, a różnych możliwych kanałów (sposobów) rozpadu zmniejsza znacznie przewidywane rozmiary wyspy stabilności i przewidywany czas życia. Po uwzględnieniu możliwości rozpadu alfa, beta i rozszczepienia jądra w pobliżu Z = 114 możliwe jest istnienie kilku izotopów o czasach połowicznego rozpadu rzędu co najwyżej miesięcy.

## Stabilność jąder
Żaden znany pierwiastek chemiczny cięższy od ołowiu nie posiada stabilnych izotopów. Co prawda bizmut, tor i uran mają izotopy, których czas połowicznego rozpadu jest rzędu miliardów lat – dlatego też spotykamy je na Ziemi – jednak żaden z nich nie jest stabilny. Olbrzymia większość masywnych jąder atomowych otrzymywanych w sztuczny sposób jest skrajnie niestabilna, co uniemożliwia syntezę wielu potencjalnie istniejących pierwiastków z „dołu” układu okresowego.
Przyczyną tego jest energia wiązania jądra, spadająca (od izotopu żelaza 56Fe) ze wzrostem liczby nukleonów. Jednak model powłokowy budowy jądra atomowego sugeruje, że dla pewnych określonych liczb protonów i neutronów jądro jest dużo silniej związane. Mówi się w takim przypadku o zamkniętej powłoce nukleonowej. Liczby takie nazywane są „liczbami magicznymi”, a największą trwałość wykazują jądra o „magicznej” liczbie zarówno protonów, jak i neutronów. Najcięższym takim znanym jądrem jest jądro 208Pb (Z = 82, N = 126).
Takie jądra posiadają teoretycznie także pierwiastki transuranowe. Obliczenia sugerują, że następna magiczna liczba protonów to 114, 120 lub 126, a neutronów to 184 lub 196. Najwyższą odporność na rozszczepienie, a zatem podwyższoną stabilność, powinny zatem wykazywać jądra Fl-298, Ubn-304 lub Ubh-310. Żadne z nich nie zostało dotąd wytworzone.

## Aktualny stan badań
Dotychczasowe badania z zakresu syntezy izotopów superciężkich wskazują na wzrost czasu życia nuklidów wraz ze zbliżaniem się do przewidywanej wyspy stabilności. Wszystkie syntetyzowane obecnie izotopy najcięższych pierwiastków są zbyt ubogie w neutrony, zatem leżą daleko od jej centrum i rozpadają się zazwyczaj po upływie milisekund. Nuklidy o większej liczbie neutronów są trwalsze, przykładowo 285Cn ma czas połowicznego rozpadu ok. 29 sekund (a jego metastabilny izomer 285mCn nawet 8,9 minuty).

### Jądra zdeformowane
Innym odkryciem związanym z badaniem stabilności transuranowców było stwierdzenie podwyższonej trwałości niesferycznych jąder pomiędzy obszarem względnie stabilnych izotopów uranu i toru a hipotetyczną wyspą stabilności. Nuklidy te nie rozszczepiają się, ani nie emitują promieniowania beta, lecz ulegają rozpadowi alfa. Obszar ten znajduje się w zakresie Z = 106–108, N = 160–164, znajduje się w nim podwójnie magiczne jądro 270Hs o czasie połowicznego rozpadu ok. 22 s.

## Druga wyspa stabilności
Obliczenia teoretyczne wskazują na możliwość istnienia następnego obszaru podwyższonej stabilności w pobliżu Z = 164. Po uwzględnieniu różnych możliwych kanałów rozpadu, w pobliżu nuklidu 482164Uhq mogą istnieć jądra o czasie połowicznego zaniku rzędu godzin. Wytworzenie takich nuklidów jest poza zasięgiem obecnej aparatury naukowej. Ekstrapolacja istniejących modeli tak daleko poza obszar znanych jąder jest obarczona znacznie większą niepewnością, niż w przypadku pierwszej wyspy stabilności.